# Australian Championships 1935
Die 28. Australian Championships waren ein Tennis-Rasenplatzturnier der Klasse Grand Slam, das von der ILTF veranstaltet wurde. Es fand vom 5. bis 12. Januar 1935 in Melbourne, Australien statt.
Titelverteidiger im Einzel waren Fred Perry bei den Herren sowie Joan Hartigan bei den Damen. Im Herrendoppel waren Pat Hughes und Fred Perry, im Damendoppel Margaret Molesworth und Emily Westacott die Titelverteidiger. Im Mixed waren Joan Hartigan und Edgar Moon die Titelverteidiger.

## Dameneinzel
| Nr. | Spielerin       | Erreichte Runde |
| --- | --------------- | --------------- |
| 01. | Dorothy Round   | Sieg            |
| 02. | Joan Hartigan   | Rückzug         |
| 03. | Emily Westacott | Halbfinale      |
| 04. | Nancy Lyle      | Finale          |

| Nr. | Spielerin       | Erreichte Runde |
| --- | --------------- | --------------- |
| 05. | Evelyn Dearman  | Viertelfinale   |
| 06. | Louie Bickerton | Viertelfinale   |
| 07. | May Blick       | Viertelfinale   |
| 08. | Nell Hopman     | Halbfinale      |

## Damendoppel
| Nr. | Paarung                             | Erreichte Runde |
| --- | ----------------------------------- | --------------- |
| 01. |                                     |                 |
| 02. | Evelyn Dearman Nancy Lyle           | Sieg            |
| 03. | Margaret Molesworth Emily Westacott | Halbfinale      |
| 04. | Louie Bickerton Nell Hopman         | Finale          |